# عزيز أباد (مقاطعة ديواندرة)
عزيز أباد (بالفارسية: عزیزآباد) هي منطقة سكنية تقع في قسم قراتورة الريفي (مقاطعة ديواندرة) في إيران. يقدر عدد سكانها بـ 51 نسمة .